# Lista över fornlämningar i Oxelösunds kommun
Lista över fornlämningar i Oxelösunds kommun är en förteckning av ett urval av de fornlämningar som finns i Oxelösunds kommun.

## Oxelösund
| Namn                                       | Lämningstyp  | Tillkomsttid | Historisk indelning     | Plats | Läge                 | ID-nr          | Bild                                 |
| ------------------------------------------ | ------------ | ------------ | ----------------------- | ----- | -------------------- | -------------- | ------------------------------------ |
| Oxelösund 4:1                              | Fornborg     |              | Oxelösund, Södermanland |       | 58.671492, 17.078553 | 10035900040001 | Ladda upp en bild av detta fornminne |
| Oxelösund 11:1                             | Röse         |              | Oxelösund, Södermanland |       | 58.684799, 17.049210 | 10035900110001 | Ladda upp en bild av detta fornminne |
| Oxelösund 13:1                             | Gravfält     |              | Oxelösund, Södermanland |       | 58.673612, 17.041674 | 10035900130001 | Ladda upp en bild av detta fornminne |
| Oxelösund 14:1                             | Stensättning |              | Oxelösund, Södermanland |       | 58.676958, 17.096204 | 10035900140001 | Ladda upp en bild av detta fornminne |
| Oxelösund 15:1                             | Stensättning |              | Oxelösund, Södermanland |       | 58.677075, 17.092673 | 10035900150001 | Ladda upp en bild av detta fornminne |
| Oxelösund 15:2                             | Stensättning |              | Oxelösund, Södermanland |       | 58.677227, 17.092768 | 10035900150002 | Ladda upp en bild av detta fornminne |
| Oxelösund 17:1                             | Röse         |              | Oxelösund, Södermanland |       | 58.669375, 17.045187 | 10035900170001 | Ladda upp en bild av detta fornminne |
| Oxelösund 25:1                             | Stensättning |              | Oxelösund, Södermanland |       | 58.667832, 17.042514 | 10035900250001 | Ladda upp en bild av detta fornminne |
| Oxelösund 37:1                             | Fiskeläge    |              | Oxelösund, Södermanland |       | 58.643673, 17.173428 | 10035900370001 | Ladda upp en bild av detta fornminne |
| Hamnskärs gamla fiskeläge (Oxelösund 38:1) | Fiskeläge    |              | Oxelösund, Södermanland |       | 58.640713, 17.180435 | 10035900380001 | Ladda upp en bild av detta fornminne |